# Guy Fréquelin
Guy Fréquelin (dit Le Grizzly) est un pilote de rallye français, né le 2 avril 1945 à Langres. Il devient directeur de Citroën Sport entre 1989 et 2007.
Il a également été pilote sur circuit, en course de côte, et de rallycross.

## Biographie

### Origines et débuts
Issu d'un milieu rural, il devient en 1964 pilote-moniteur d'engin blindé de reconnaissance (EBR) à Trèves dans le cadre de son service militaire.
Devenu moniteur d'auto-école à Langres, sa première expérience en compétition automobile a lieu en 1966 au sein de l'écurie Haute-Marne (devenue l'ASA Langres peu après), lors du rallyes des Six Heures de Saint-Cloud, où il copilote Gabriel Soffieti sur une Peugeot 204. Début 1967, il dispute une première course de côte sur sa propre Sunbeam Alpine à Marsannay; en décembre, il pilote sa nouvelle Renault 8 Gordini à la Ronde du Jura, qu'il remporte au scratch. En 1968, il participe aux sélections de la Coupe Gordini, sur le circuit Bugatti; il y réalise le meilleur temps, mais sa voiture (d'occasion) est déclarée non conforme, le précédent propriétaire ayant monté un arbre à cames modifié: il est alors radié à vie de la coupe (tout comme Jean-Claude Andruet l'année précédente). Il participe désormais au championnat national des circuits, qu'il termine à la troisième place et premier du groupe 1. En 1969, il pense pouvoir disposer d'une monoplace, mais ses espoirs seront déçus. Il revient aux rallyes et à la course de côte. Jusqu'alors moniteur d'auto-école, il devient vendeur automobile pour une concession Renault en février 1970.

### Premiers pas en compétition
À partir de 1972, il se consacre exclusivement à la compétition automobile, après deux saisons de succès acquis en montagne. Il devient ainsi Champion de France de la discipline en groupe 7, au volant d'une GRAC MT14B Proto, malgré un sérieux accident en fin d'année. En 1973, il passe à la catégorie monoplace, mais la Veglia ne se montrant pas compétitive, il ne termine pas sa saison de côte, orientant de nouveau son programme sur le rallye. Il participe en 1973 au (Tour de France automobile et différents circuits) sur Porsche 911 RSR préparé par Louis Meznarie. Il revient au groupe 7 en 1974 (Dangel, puis BBM), en parallèle aux rallyes.

### Courses et palmarès
En 1975, il devient champion de France des rallyes en groupe 1, sur Alfa Romeo ; devenu pilote d'usine Renault à la fin de 1976, il récidive en 1977, cette fois en groupe 4  avec l'Alpine A310.
En 1977 et 1978, il participe aux 24 heures du Mans sur Renault Alpine A442, finissant 4e de l'édition 1978 aux côtés de Jean Ragnotti et José Dolhem. En 1978, les deux Renault 5 Alpine de Ragnotti et Fréquelin finissent 2e et 3e du Rallye de Monte Carlo au terme d'une course folle disputée dans des conditions dantesques sous une tempête de neige, où les petites Renault font des merveilles, derrière la Porsche Almeras semi-privée de Jean-Pierre Nicolas et devant les autres écuries officielles en déroute. En 1980, il termine une nouvelle fois 4e de l'épreuve, avec Roger Dorchy, sur WM. Entretemps, il a signé chez Talbot en novembre 1979 pour conduire la Talbot Sunbeam Lotus ; il a eu de fait l'opportunité de développer la Renault 5 Turbo en compétitions durant les 12 mois précédents.

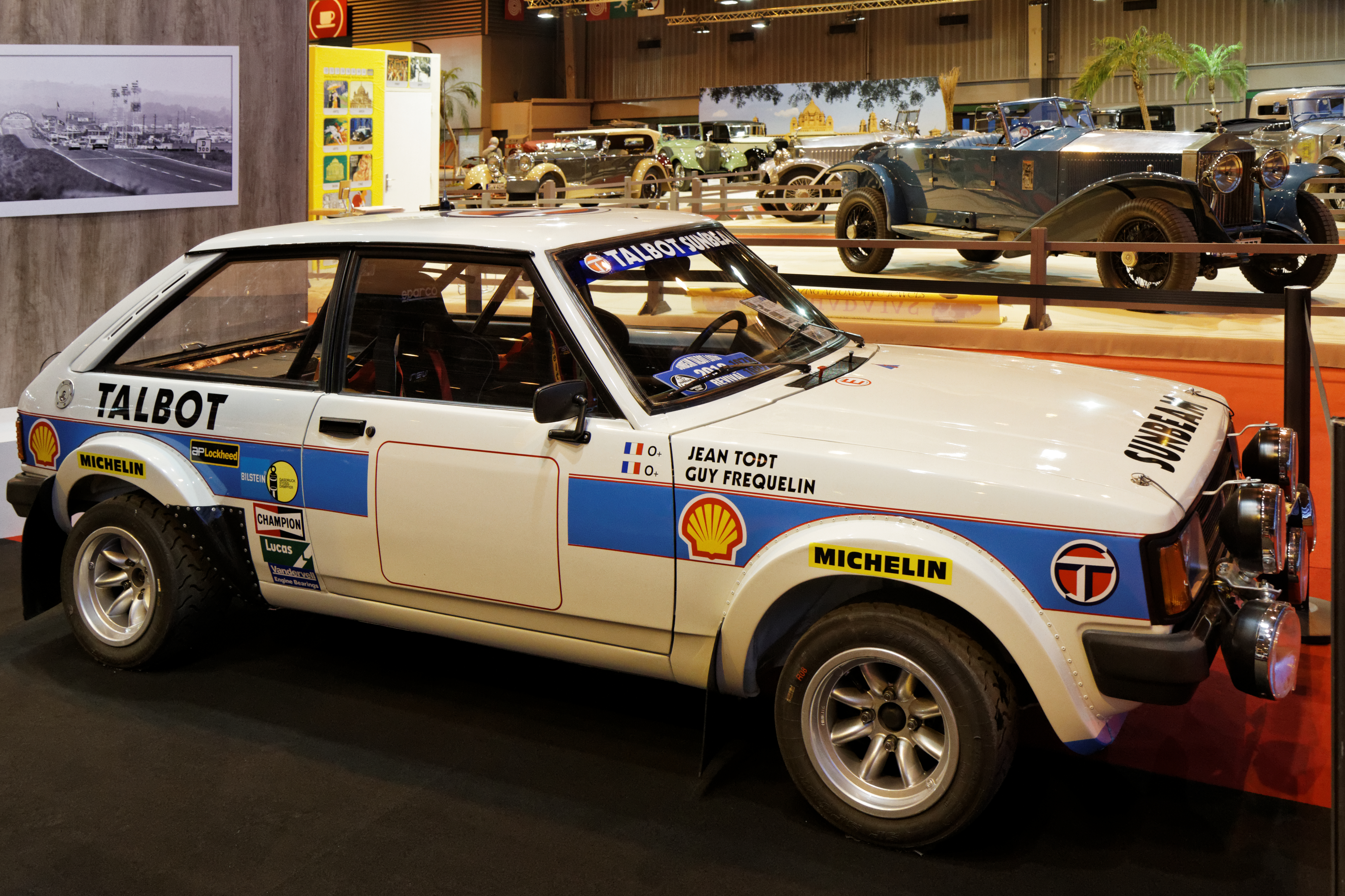
La Talbot KDU 111 V de 1980, pour l'équipe Fréquelin/Todt (salon Rétromobile 2014).

Il devient vice-champion du monde des pilotes de rallye en 1981 avec Jean Todt pour copilote, Sunbeam étant la filiale britannique du groupe PSA Peugeot Citroën et la voiture est également championne du monde des constructeurs la même année, pour une conception dès 1978 avec le Chrysler Compétition Centre d'une vingtaine de personnes basé à Coventry et dirigé par l'irlandais Des O'Dell, régulièrement supervisé par Jean Todt, Bernard Fiorentino occupant la fonction de directeur du service compétition Talbot-Simca en France, et Tony Pond ayant été le pilote essayeur initial du projet en 1978.
En 1982, Tony Fall, désormais directeur du service compétition d'Opel Europe et fondateur du British Dealer Team Opel, l'embauche avec Jean-François Fauchille en championnat de France pour le compte du constructeur outre-Rhin alors que Walter Röhrl vient d'être champion du monde avec ce dernier. Fin 1987 Jean Todt le réembauche pour le compte de PSA Peugeot Citroën, et il remporte son dixième titre national alors en rallycross.
Sa dernière compétition officielle est livrée au volant d'une Peugeot 205 T16 Grand Raid lors du Rallye Dakar 1988.

### Chez Citroën Sport
Il devient le patron de Citroën Sport moins de 15 jours après sa participation au Paris Dakar à la place de Guy Verrier en 1989, équipe qu'il mène aux titres de champion du monde des rallyes (WRC) constructeurs en 2003 (avec deux anciens champions du monde Carlos Sainz et Colin McRae et un futur Sébastien Loeb, ainsi qu'un triplé au Monte-Carlo), 2004 et 2005, et à celui de champion du monde des rallyes pilotes en 2004, 2005, 2006 et 2007, avec Sébastien Loeb.
En juin 2005, Jean-François Lamour, ministre de la Jeunesse et des Sports, lui remet la médaille de la Légion d'honneur. La même année Carlos Sainz dispute avec Citroën son 196e rallye en WRC (record) et obtient son 97e podium. Deux ans plus tard il décline la proposition que Guy Fréquelin lui fait de lui succéder.
Le 9 novembre 2007, Citroën Racing annonce sa retraite à l'issue de la saison 2007. Un second doublé a encore été obtenu au Monte-Carlo, et sous son ère, 37 titres de championnats ont été acquis en 18 années. Il est remplacé par Olivier Quesnel.
En 2008, il a l'occasion de piloter une Ferrari de Michael Schumacher durant la saison 2004.

### Après la retraite
Le 7 janvier 2009 paraît son autobiographie : Pilote de ma vie aux éditions Calmann Levy. Ainsi apprend-on qu'il est titulaire d'une licence de pilote d'hélicoptère depuis 1993... fort utile pour des reconnaissances de parcours par exemple ou pour un meilleur suivi des rallye-raids, et qu'il s'adonne aux émotions du parapente depuis le milieu des années 2000.
En Belgique, outre sa participation dans les années 1980 au rallye du Condroz (alors inscrit au Championnat d'Europe des Rallyes) sur Opel Manta 400, il prend également part à la version VHC de l'épreuve spadoise, les Legend Boucles de Spa, en 2009 sur une magnifique copie de sa Talbot Lotus Groupe 2 du Rallye Monte-Carlo 1981.
Guy Fréquelin réside en Suisse depuis 2010.

## Palmarès en tant que pilote
Vice-champion du monde et d'Europe des rallyes, 10 titres de champion de France automobile toutes catégories confondues; 24 victoires en championnat de France des rallyes, et plus de 25 en courses de côte :

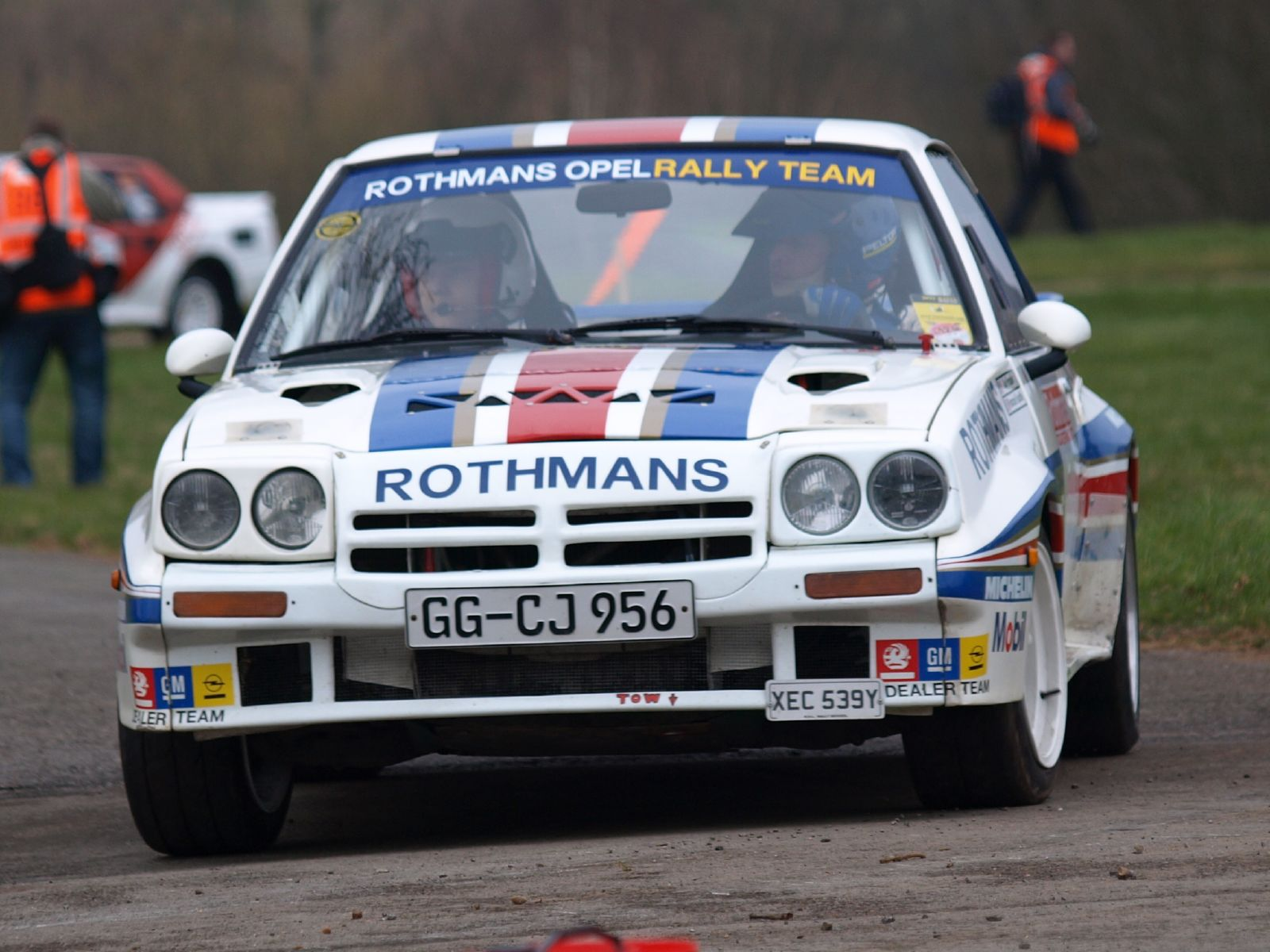
L'Opel Manta 400 de Guy Fréquelin.

- 1966 : débuts en rallye comme copilote sur 204, au rallye de Saint-Cloud ;
- 1967 : décembre, Victoire à la Ronde du Jura, sur Renault 8 Gordini avec Bibi;
- 1968 : Vainqueur du Groupe 1 au Championnat de France des circuits, et 3e au classement général du championnatde France (1er en R8 Gordini)[11] ;
- 1968, 1969 et 1971: Rallye de la Haute-Marne (1968 : 1er sur Renault 16 TS, 1969 : 1er sur Simca 1200 S Coupé, et 1971 : 1er sur Renault 12 Gordini -première victoire française de ce modèle-)[12] ;
- 1969 : second du Volant Shell de l'école de pilotage du circuit de Zolder, sur Merlyn ;
- 1970 : 12 victoires de classe en 12 participations au championnat de France de la Montagne sur Dangel 1300 et 1440[13] ;
- 1971 : Courses de côte du Ballon d'Alsace et de Belleau (10 victoires de classe et 5 victoires de groupe) Dangel 1600;
- 1972 : Champion de France de la Montagne en Groupe 7 des Sport-prototypes (GRAC MT14 B), et 3e au général[11] sur proto GRAC MT14 B 1800 Cosworth[14]; vainqueur au scratch Mont-Dore, à Arette-La Pierre-Saint-Martin, à Poissons et à Flaine en catégorie Proto devant Gérard Larrousse : « Comment tu peux être devant moi avec ce cageot? »[15] ;
- 1974 Courses de côte de La Forêt-Auvray et de Urcy; Coupe du Roi aux 24 Heures de Spa avec Claude Ballot-Léna pour Alfa Romeo[16] ;
- 1975 : Champion de France de la Montagne en Groupe 2 (BMW-Schnitzer 2002 TI 16S Georges Benoît)[11];
- 1975 : Champion de France des Rallyes en Groupe 1 sur 2000 GTV (3e au rallye du Mont-Blanc et 3 victoires  de groupe, 3 courses avant le terme), et rallye Monte-Carlo aussi 1er en Gr.1; victoire au scratch au Rallye des Monts Dôme-Monts forez;
- 1976 : 36 courses; Victoire au Rallye de Lorraine sur Porsche 911 Carrera 2.7 L, au Rallye Vercors-Vivarais sur Porsche 911 Alméras, et au Rallye du Var sur Alpine A310 V6 (copilote J. Delaval), et victoire au rallye Monte-Carlo  en Gr.3;
- 1976 : Victoire dans six courses de côte, dont Belleau sur Alpine FL BMW avec Elf Switzerland[17], Poissons, Riom es Montagne, Bagnières de Bigorre, Poilly sur Serein;
- 1977 : Champion de France des rallyes sur Alpine A310 V6 (victoires : Critérium Neige et Glace, Ronde de la Giraglia, Ronde d'Armor, Critérium Jean Behra, Critérium de Touraine, Ronde Limousine (rallye du Limousin), Rallye de la Châtaigne (Bernard Darniche battu surnomme Guy " Le Grizzly du Plateau  de Langres ") , Critérium des Cévennes, Ronde du Vercors, Rallye du Var - record français du nombre de victoires en une saison (10)) inégalé; victoire au Rallye de Varsovie sur Renault 5 Alpine ;

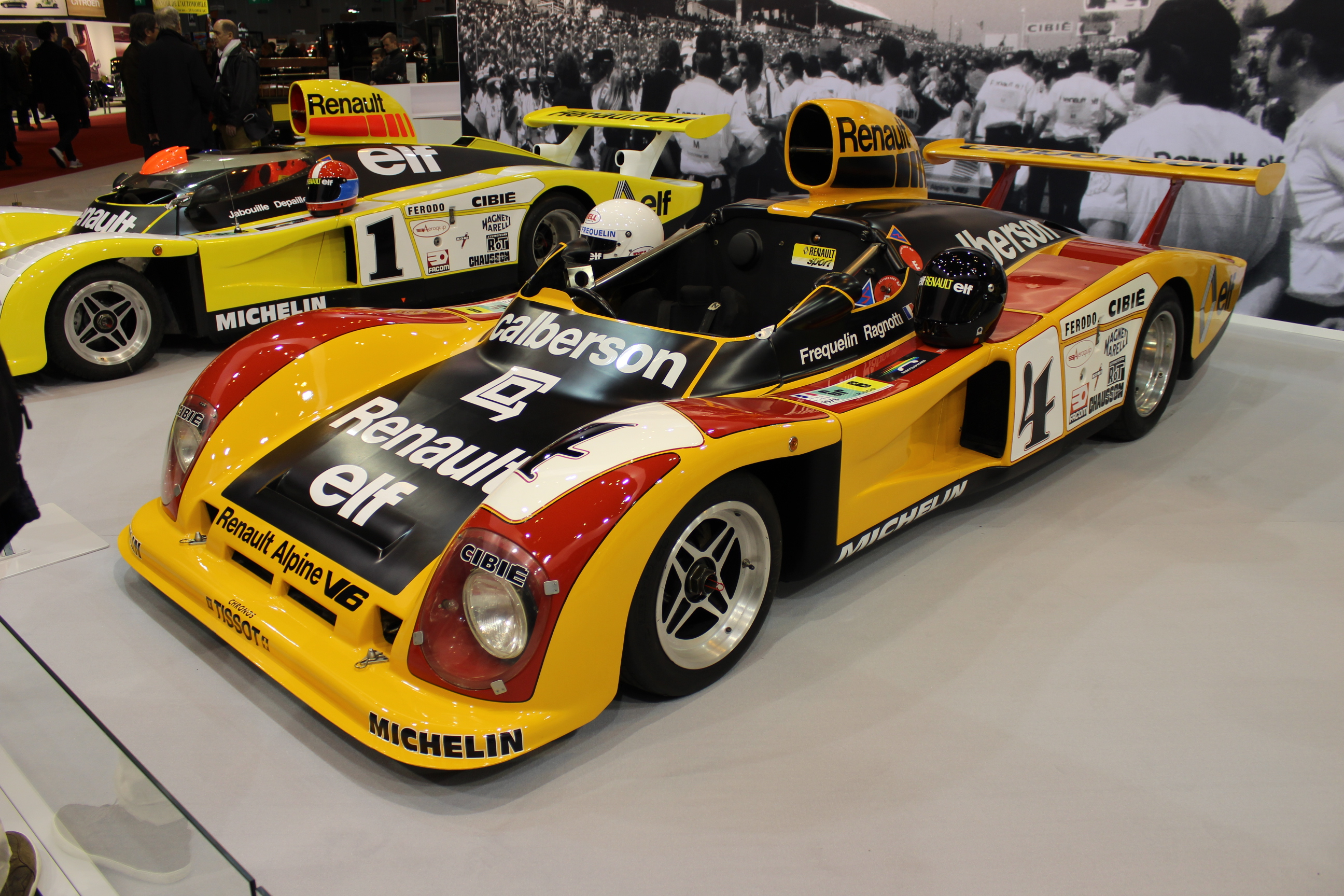
La Renault-Alpine A442 de Fréquelin et Ragnotti, 4e des 24 Heures du Mans 1978.

- 1978 : 4e aux 24 heures du Mans avec Jean Ragnotti, José Dolhem et Jean-Pierre Jabouille sur Alpine A442 Turbo V6[18] ;
- 1979 : Champion de France de la Montagne au classement général, sur Martini MK25 F2 (monoplaces, Gr. 7/8 de 320CV) du team Jimmy Mieusset (7 victoires, dont Col Saint-Pierre, Col du Colombier, Aix-Saint Antonin, Soissons, Turkheim, La Sainte Baume - et 2e en Suisse à St-Ursanne); victoire au Tour de la Méditerranée avec Bibi (coéquipier de 1967 Ronde du Jura) sur R5 Alpine Gr.2, et au rallye Monte-Carlo  en Gr.2 ; vice-champion de France des rallyes Terre sur Renault 5 Alpine[19] ;
- 1980 : 4e aux 24 heures du Mans avec Roger Dorchy sur WM P79/80[20]; vice-champion de France des circuits Production sur BMW 530 IUS; victoires aux 4 Heures de Dijon, à Pau, à Charade avec pole position, record du tour, à Nogaro et à Montlhéry[21];
- 1981 : Vice-champion du monde des rallyes (derrière Ari Vatanen) sur Talbot-Chrysler Sunbeam-Lotus (victoire au Rallye d'Argentine (3e Rallye CODASUR), 3e au Rallye du Portugal avec Jean Todt; 2e aux rallyes Monte Carlo, Tour de Corse, et Brésil), permettant ainsi à Talbot Sunbeam Lotus de remporter le championnat mondial des constructeurs 1981, et le Prix Roland Peugeot de l'Académie des sports du plus bel exploit automobile français de l'année[22];
- 1982 : Champion de France des circuits Production (Peugeot 505 du team Danielson)[11]; victoires à Lédenon[23];
- 1983 : Vice-champion d'Europe des rallyes sur Opel Manta 400 (derrière Miki Biason), et Champion de France des rallyes sur Opel Ascona et Opel Manta 400 (victoires : Rallye Lyon-Charbonnières, Rallye des Garrigues (ERC), Rallye du Pays basque, Rallye des 1000 Pistes, Rallye du Var), victoire au Tour de France automobile (ERC), et vainqueur du Groupe B avec Jean-François Fauchille.
- 1984 : Vice-Champion de France des rallyes sur Opel Manta 400 (victoire au Rallye Terre de Provence) avec Christian Gilbert;
- 1985 : Champion de France des rallyes sur Opel Manta 400 (victoires : Critérium de Touraine, Rallye des Garrigues (ERC), Critérium Alpin, Rallye du Rouergue, Rallye d'Aquitaine); le tout avec "Tilber";
- 1986 : Champion de France des circuits Production (Opel Senator)[11];
- 1987 : Championnat du monde des rallyes Opel Kadett GSI
- 1988 : Champion de France de rallycross sur Peugeot 205 Turbo 16 Evo 2 (victoires à Rodez, au Creusot, à Lohéac, à Lessay, à Longwy et à Trappes)[24] du team Oreca;
- 1989 : 4e au rallye Paris-Dakar sur Peugeot 205 Turbo 16 Grand Raid du team Officiel Peugeot (1re 205 à l'arrivée); vainqueur du prologue à Barcelone et de la 15e étape Labé-Tambacounda (448 km, dont 380 de spéciale).

## Podiums en WRC (7)
sur Talbot Sunbeam Lotus qu'il conduit entre 1980 et 1982 avec Jean Todt (6), et avec Jacques Delaval en 1978 sur R5 Alpine (1)
- 1er du Rallye d'Argentine (1981, course terminée avec un collier cervical);
- 2e du rallye Monte-Carlo (1981);
- 2e du tour de Corse (1981);
- 2e du rallye du Brésil (1981);
- 3e du rallye du Portugal (1980);
- 3e du RAC Rally (1980).
- 3e du rallye Monte-Carlo (1978, lors de l'unique triplé moderne de pilotes français);

(nb: victoires de Groupe au Monte-Carlo: 1975 (Gr.1), 1976 (Gr.3), 1979 (Gr.2) et 1981 (Gr.2); vainqueur de catégories 2 litres et 2 roues motrices au rallye SanRemo 1987 sur Opel Kadett GSI)

## 24 Heures du Mans
| Année | Équipe                             | Voiture      | Équipier      | Équipier       | Équipier              | Classement                                    | Cause d'abandon |
| ----- | ---------------------------------- | ------------ | ------------- | -------------- | --------------------- | --------------------------------------------- | --------------- |
| 1977  | Équipe Haran et de Chaunac         | Alpine A442  | Didier Pironi | René Arnoux    |                       | Abd.                                          | arbre à cames   |
| 1978  | Équipe Renault Elf Sport Calberson | Alpine A442A | Jean Ragnotti | José Dolhem    | Jean-Pierre Jabouille | 4e                                            |                 |
| 1980  | WM Esso                            | WM P79       | Roger Dorchy  |                |                       | 4e, et record de vitesse aux essais (361km/h) |                 |
| 1981  | WM A.E.R.E.M.                      | WM P79       | Roger Dorchy  | Xavier Mathiot |                       | Abd.                                          | casse moteur    |
| 1982  | WM Esso                            | WM P82       | Roger Dorchy  | Alain Couderc  |                       | Abd.                                          | accident        |

## Produits à son nom
En 1984, pour concrétiser les performances de Guy Fréquelin dans les différents championnats et son premier titre national pour la marque, Opel France sort une version limitée de son modèle Manta: l'Opel Manta 'Guy Fréquelin', produite à 500 exemplaires. Le succès de ses ventes conduira à une réédition de la série.

## Palmarès en tant que Directeur sportif (1989-2007)

### Rallye-raid (1990-1997)
(36 victoires en 8 ans pour 42 participations avec 3 pilotes différents dont 2 anciens champions du monde WRC -Ari Vatanen, Pierre Lartigue et Timo Salonen- sur Citroën ZX Rallye-raid)
- Coupe du monde des rallyes tout-terrain constructeurs, en 1993, 1994, 1995, 1996 et 1997;
- Coupe du monde des rallyes tout-terrain pilotes, en 1993, 1994, 1995, 1996 et 1997;
- Victoire au Rallye Dakar, en 1994 (doublé), 1995, et 1996 (doublé);

### Rallye (1995-2007)
(42 victoires en WRC, avec 4 pilotes - 9 championnats différents conquis)
- Championnat d'Espagne des rallyes en  1995, 1996, 1997, 1998, 1999, 2000, 2003, 2005 et 2006 ;
- Championnat de France des rallyes, en 1998, 1999, 2000 et 2001;
- Championnat d'Europe des rallyes constructeurs, en 2000;
- Coupe d'Europe des rallyes deux roues motrices pilotes, en 2000;
- Championnat de France des rallyes Super 1600, en 2002;
- Championnat du monde des rallyes constructeurs, en 2003, 2004 et 2005;
- Championnat du monde des rallyes pilotes, en 2004, 2005, 2006 (écurie belge Kronos) et 2007;
- Championnat du monde des rallyes J-WRC, en 2001, 2002 et 2005;
- Championnat d'Europe des rallyes conducteurs, en 2007.

### Articles connexes

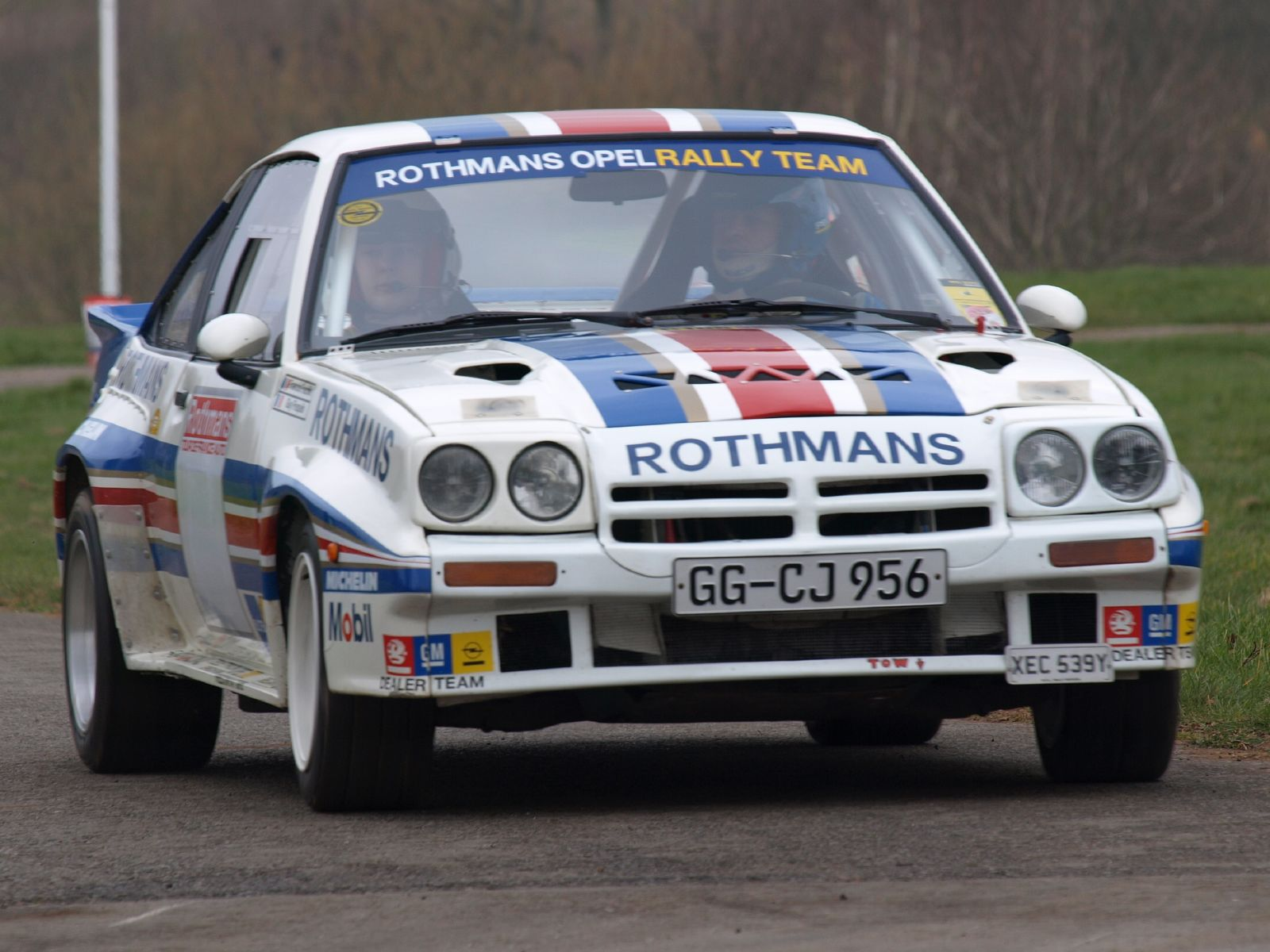
L'Opel Manta 400 toujours, à la Race Retro 2008.